# Llanos de Aragoto
Llanos de Aragoto es un caserío peruano ubicado en el distrito de Ayabaca, perteneciente a la provincia homónima del departamento de Piura, al norte del Perú. 

## Ubicación
Llanos de Aragoto se ubica al noreste de la provincia de Ayabaca, en el distrito de Ayabaca, en el departamento de Piura.

## Demografía
En 2017 Llanos de Aragoto tenía una población de 302 habitantes.